# Port Isabel
Port Isabel è una città nella contea di Cameron (Texas, Stati Uniti). Fa parte dell'area metropolitana di Brownsville–Harlingen. Secondo il censimento del 2000, la popolazione era di 4.865 abitanti.
Il nome del paese è inoltre collegato al Port Isabel Detention Center (Centro di detenzione di Port Isabel) che si trova nei pressi di Los Fresnos (Texas).

## Storia
Port Isabel è uno dei centri abitati più antichi del paese. Fu fondato dagli europei in America del Nord nel 1554.
Nel settembre del 1967, l'uragano Beulah causò ingenti danni alla maggior parte della città di Port Isabel. Il 23 luglio 2008, l'uragano Dolly, causò nuovamente molti danni alla città.

## Geografia fisica
Secondo lo United States Census Bureau, la città ha una superficie totale di 7,5 km² di cui 5,7 km² sono forati dalla terra e 1,8 km² è formato dall'acqua.

## Società

### Evoluzione demografica
Secondo il censimento del 2000, in quell'anno la città era abitata da 4.965 persone. La densità di popolazione era 853,8/km². La composizione etnica della città era: 79,67% bianchi, 1,03% afroamericani, 0,33% nativi americani, 0,25% asiatici, 0,10% isolani del Pacifico, 15,54% di altre razze.
C'erano 1.649 nuclei familiari, di cui il 36% aveva figli di età inferiore ai 18 anni che vivevavno con loro, il 53,1% era composto da coppie sposate che vivono assieme, il 16,6% era costituito da donne senza marito, mentre il restante 25,7% non era composto da famiglie. Il 22,1% di tutte le famiglie erano fatte da singoli individui e il 7,8% era formato da persone oltre i 65 anni di età che vivevano da sole. In media la famiglia aveva da due a tre componenti, ma a volte la media veniva superata o non raggiunta.
Il 30,4% della popolazione era sotto i 18 anni di età, il 9,9% aveva dai 18 ai 24 anni, il 25,6% dai 25 ai 44, il 21,8% dai 45 ai 64 e il 12,2% era sopra i 65 anni di età. L'età media era di 32 anni.
Il reddito pro capite per la città era di $11.239. Il 27,3% della popolazione e il 21,7% delle famiglie erano al di sotto della soglia di povertà. Il 34,7% di quelli di età inferiore ai 18 anni e il 14,3% di quelli con più di 65 anni erano leggermente al di sotto della soglia di povertà.